# Енютина, Вера Вячеславовна
Вера Вячеславовна Енютина (3 апреля 1914 — 4 ноября 1992) — советская актриса, радиоведущая.

## Биография
Отец, Енютин Вячеслав Андреевич, был деканом факультета детского коммунистического воспитания Академии коммунистического воспитания.
1938 — закончила ГИТИС.
1938—1941 — работала в московском Театре Революции.
1941 — ушла в ополчение, вскоре попала в плен, бежала, вернулась в Москву в январе 1942 года.
По окончании Великой Отечественной войны начала работать на эстраде, периодически снималась в кино. Преподавала в театральном институте и попутно занималась дубляжем иностранных фильмов. Также была известна как популярная радиоведущая. Славу ей подарила «Минута молчания», ставшая в её исполнении одним из ритуалов Дня Победы.
В 1977 году Вера Енютина уже в пенсионном возрасте эмигрировала в США. Позднее в интервью радио «Свобода» она жаловалась на ощущение своей невостребованности со стороны советских чиновников, которую она связывала со своим кратковременным пребыванием в немецком плену.
Утверждается, что после отъезда Веры Енютиной на Запад из фильма «Странная женщина» кадры с её участием были подвергнуты цензуре. В сериале «Адъютант его превосходительства» ключевой эпизод с её участием, завершающий одну из серий, был вырезан. Но она осталась в эпизоде среди зрителей театра.
В США актриса-эмигрантка осуществила более 400 аудиозаписей с художественным чтением лучших произведений классической литературы. Ею написана книга воспоминаний «Роли и жизнь». В Америке выступала как рассказчица под псевдонимом Баба Вера. Кассеты и компакт-диски с её голосом остаются популярными и в наше время.
- Первый муж — Виктор Геннадьевич Зубов (1912—1982), профессор МГУ, вице-президент АПН СССР.
  - Сын — Виктор Енютин (род. 1943) — поэт, прозаик, публицист.
- Второй муж — Семён Львович Трегубов (1912 — ?), преподаватель вокала в ГИТИСе, доцент.
  - Сын — о. Андрей Трегубов — протоиерей, иконописец, лектор.

## Фильмография
- 1956 — Вольница — Прасковья, резалка
- 1956 — Они были первыми — мать Степана Барабаша
- 1961 — Вольный ветер — Климентина
- 1961 — Казаки — Улита, мать Марьяны
- 1962 — Коллеги — жена лесника
- 1963 — Слепая птица — Дарья Петровна
- 1967 — Осенние свадьбы — мать Михаила Найды
- 1969 — Адъютант его превосходительства — лже-Кольцова
- 1971 — Молодые — мать Алексея и Семёна Николаевых
- 1974 — Такие высокие горы — мать Николая Ивановича
- 1977 — Рождённая революцией — эпизод (9 и 10 серии: фильм в двух частях «Последняя встреча»)
- 1977 — Странная женщина — Любовь Федосеевна, мать Андрея Шевелёва

## Озвучивание мультфильмов
- 1973 — Бурёнка из Маслёнкино — Бурёнка (нет в титрах)[2]
- 1974 — Сами виноваты
- 1975 — Конёк-Горбунок — Царь-девица / кобылица

## Дубляж
- 1968 — Ромео и Джульетта — кормилица (роль Пэт Хейвуд)
- 1968 — Выстрел на перевале Караш — Кадича байбиче (роль Бакен Кыдыкеевой)
- 1968 — Смешная девчонка | Funny Girl (США) — миссис Стрэкош (роль Мэй Квестел)
- 1969 — Я помню тебя, учитель | Бизим Джябиш муаллим — тётя Сура (роль Насибы Зейналовой)
- 1970 — Под палящим солнцем — Айша (роль Амины Умурзаковой)
- 1971 — Решма и Шера | Reshma Aur Shera (Индия)
- 1972 — Автомобиль (тф) | Automobile, L (Италия) Анна Мастронарди (роль Анны Маньяни)
- 1972 — Взрыв | Poseidon Explosion, The | Explozia (Румыния) — Анжела (роль Драги Олтяну Матей)
- 1973 — Майор Хубаль | Major Hubal | Hubal (Польша)
- 1974 — Ребята с Сиреневой улицы — бабушка Дареджан (роль А. Мамасахлисовой)
- 1976 — Пятая печать | The Fifth Seal | Az Ötödik pecsét (Венгрия)